# Anta
A anta (nome científico: Tapirus terrestris), também conhecida por tapir, é um mamífero perissodáctilo da família dos tapirídeos (Tapiridae) e gênero Tapirus. Ocorre desde o sul da Venezuela até o norte da Argentina, em áreas abertas ou florestas próximas a cursos d'água, com abundância de palmeiras.
É o maior mamífero terrestre do Brasil e o segundo da América do Sul, tendo até 300 quilos de peso e 242 centímetros de comprimento. Se diferencia das outras espécies do gênero Tapirus por possuir uma crista sagital proeminente e uma crina. Apresenta uma probóscide, que é usada para coletar alimento. É o último animal da megafauna na Amazônia e possui uma dieta frugívora, e tem um papel importante na dispersão de sementes, principalmente de palmeiras. Seus predadores são grandes felinos como a onça-pintada (Panthera onca) e a onça-parda (Puma concolor). É um animal solitário e vive em territórios de 5 quilômetros quadrados de área, em média. A anta tem reprodução lenta, com uma gestação que pode durar mais de 400 dias e parem apenas um filhote por vez, que pesa entre 3,2 e 5,8 quilos. Podem viver até 35 anos de idade.
A anta é listada como vulnerável pela União Internacional para a Conservação da Natureza e dos Recursos Naturais, mas seu estado de conservação varia ao longo de sua distribuição geográfica sendo crítica na Argentina, nos llanos da Colômbia e regiões da Mata Atlântica brasileira. Desapareceu no limite sul de sua distribuição geográfica, da Caatinga e das regiões próximas aos Andes. É ameaçada principalmente pela caça predatória (por ter um ciclo reprodutivo muito lento) e conversão de seu habitat em campos cultivados. Apesar disso, ainda ocorre em muitas unidades de conservação e em zoológicos.

## Nomes populares e etimologia
A anta também é conhecida como anta-comum, anta-gameleira, anta-sapateira, antaxuré, batuvira, pororoca, tapiira, tapir, tapira e tapiretê. A palavra "anta" deriva do termo árabe lamTa, que é usado para designar o alce em espanhol. Tapiira, tapir e tapira derivam do termo tupi tapi'ira. Tapiretê deriva do tupi tapi'ireté, "tapir verdadeiro". Antaxuré aglutina anta com -(a)xuré, cuja origem é obscura. Batuvira tem provável origem tupi.

## Taxonomia e evolução
A anta pertence à ordem Perissodactyla, família dos tapirídeos (Tapiridae) e gênero Tapirus, e foi descrita por Carlos Lineu em 1758. Linnaeus considerou a espécie no gênero Hippopotamus.
São reconhecidas quatro subespécies:
- T. t. aenigmaticus - ocorre no sudeste da Colômbia, leste do Equador e nordeste do Peru.
- T. t. colombianus - ocorre no norte da Colômbia.
- T. t. spegazzinii - ocorre no sul do Brasil, Mato Grosso, leste da Bolívia, Paraguai e norte da Argentina.
- T. t. terrestris - ocorre no Suriname, Guiana Francesa, Brasil, Venezuela e na província de Misiones, na Argentina.

Estudos filogenéticos, usando sequências do gene da enzima mitocrondial citocromo c oxidase II, demonstraram que a anta (Tapirus terrestris) é mais aparentada à outra espécie sul-americana, Tapirus pinchaque. Essas duas espécies tiveram um ancestral comum, que chegou na América do Sul pelo istmo do Panamá, há cerca de 3 milhões de anos. Um estudo mais recente, que inclusive descreve um táxon basal ao clado T. pinchaque e T. terrestris (a espécie Tapirus kabomani), baseando-se em sequências da enzima citocromo b, considera que T. terrestris seja parafilético. As populações de T. terrestris que ocorrem no Equador são mais intimamente relacionadas a T. pinchaque e abrem discussão acerca da variabilidade dentro de T. terrestris.
O registro fóssil mostra que o gênero Tapirus surgiu na América do Sul entre 2,5 a 1,5 milhão de anos atrás, na Argentina. Os mais antigos fósseis da anta datam do Pleistoceno e foram encontrados na região do rio Juruá, no Acre, Jacupiranga e Jaupaci.

## Distribuição geográfica ehabitat

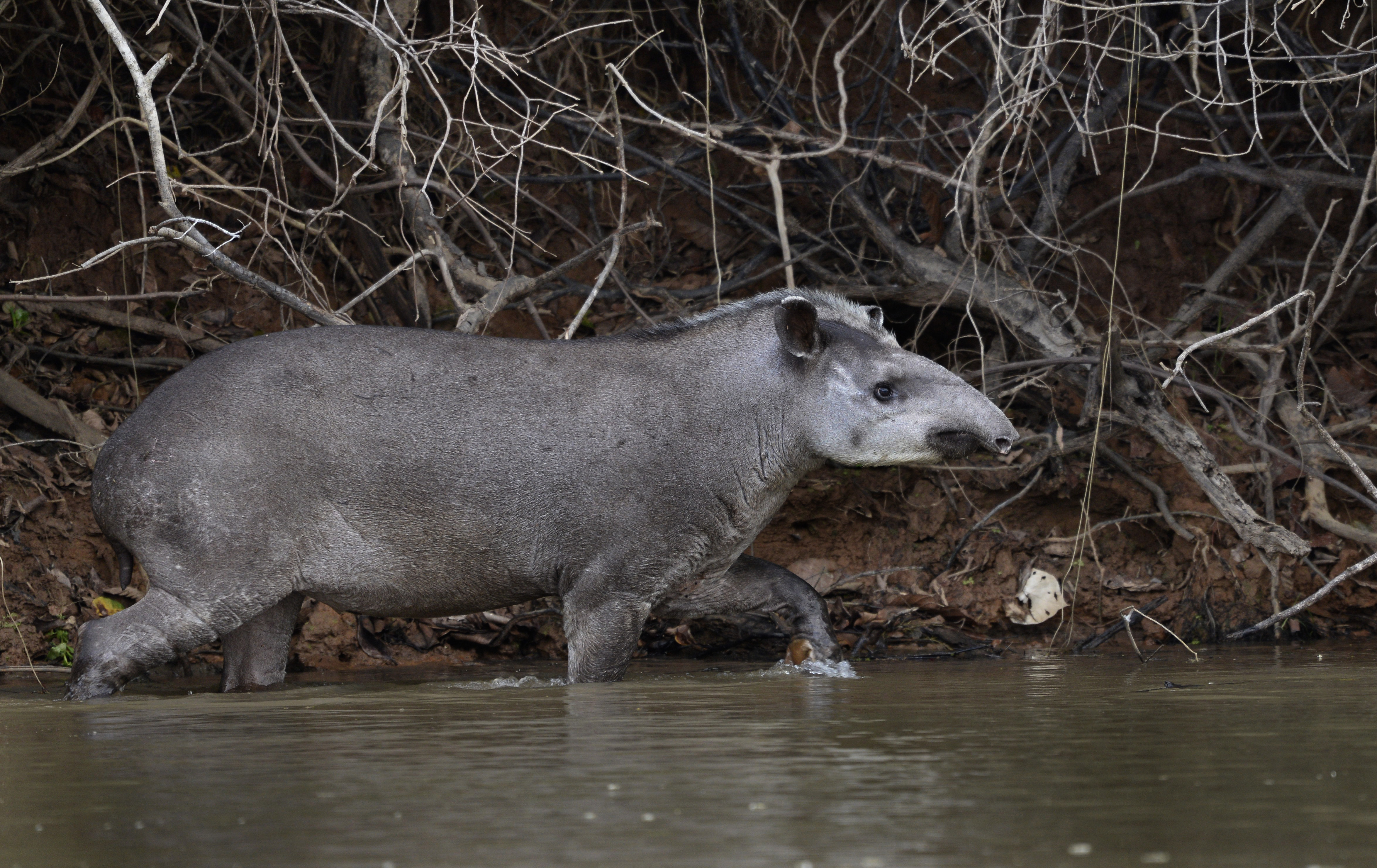
A anta habita principalmente ambientes próximos a cursos d'água permanentes

A anta ocorre desde o sul da Venezuela até o norte da Argentina, habitando também o Chaco paraguaio e todo o Brasil. Sua distribuição diminuiu nos limites sul, na Argentina, principalmente por conta da caça e perda de habitat. Provavelmente foi extinta na Caatinga e no Chaco seco, de forma que agora ela está praticamente restrita às áreas mais úmidas no Pantanal e Amazônia. É provável que suas densidades tenham sido baixas na Caatinga, ocorrendo em apenas algumas áreas úmidas em zonas de transição desse bioma com outros, como a Mata Atlântica.
Habita áreas florestadas ou abertas próximas a cursos d'água permanentes, preferindo áreas com abundante vegetação ripária. Pode ser encontrada a até 1 500 metros de altitude, no Equador, e em outras localidades a até 1 700 metros. Durante o dia, se abriga nas florestas e, à noite, pode ir a descampados forragear. Ao longo das áreas em que ocorre, a presença de palmeiras é um fator importante para o estabelecimento de antas. Na Mata Atlântica brasileira, a espécie habita áreas abundantes em palmito-juçara (Euterpe edulis) ou jerivá (Syagrus romanzoffiana) (principalmente na floresta estacional semidecidual); no nordeste do Pantanal, áreas ricas na palmeira-bacuri (Scheelea phalerata) e na Amazônia e Cerrado, em buritizais (Mauritia flexuosa).
Em áreas alteradas pelo homem, a anta pode ser encontrada em campos cultivados e em plantações de Eucalyptus, provavelmente utilizando essas áreas de forma oportunista, seja como corredor entre fragmentos de floresta, seja para procurar comida. De forma geral, essas áreas são evitadas pela anta.

## Descrição

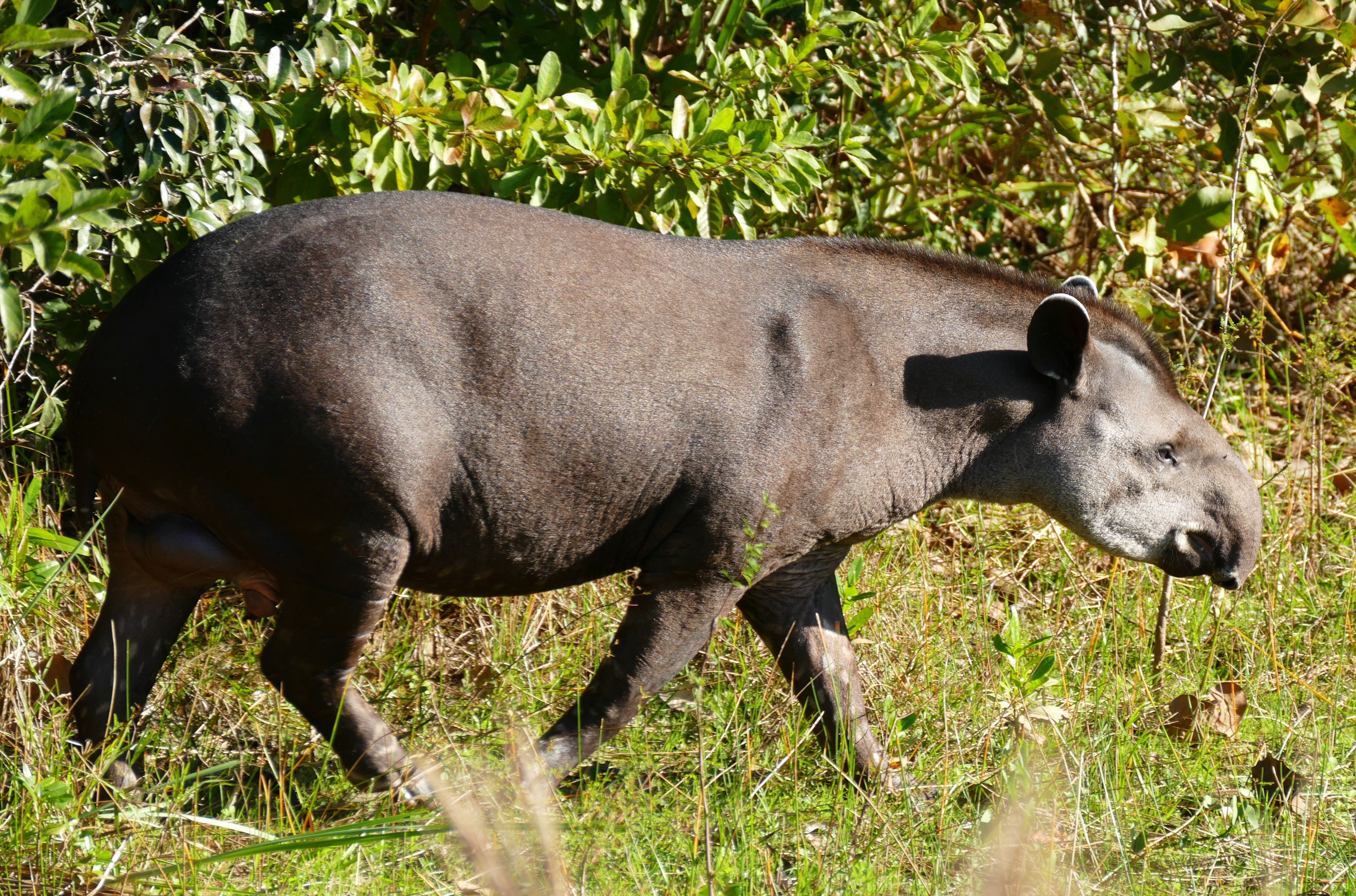
É um dos maiores mamíferos terrestres da América do Sul

É o maior mamífero do Brasil e o segundo da América do Sul (sendo menor apenas que Tapirus bairdii), medindo entre 191 e 242 centímetros de comprimento, com a cauda tendo menos de 10 centímetros nessa medida. A altura na cernelha dos machos está entre 83 e 118 centímetros, sendo que as fêmeas atingem entre 83 e 113 centímetros. O peso está entre 180 e 300 quilos, e as fêmeas tendem a ser maiores que os machos: em média, elas atingem 233 quilos, ao passo que eles atingem 208 quilos. Apesar disso, não parecem existir diferenças osteológicas significativas entre os sexos.
É distinguível dos outros tapirídeos por apresentar uma crina, que vai desde o pescoço até a fronte da cabeça, em cima de uma crista sagital. Ela apresenta um padrão único no desenvolvimento, emergindo do topo do crânio, e não a partir de cristas parassagitais no osso temporal, como nas outras três espécies de tapirídeos. A ontogênese da crista sagital está relacionada ao tamanho do músculo temporal, que é desenvolvido e extenso em sua origem, mesmo em recém-nascidos. A pele é mais grossa na nuca e, abaixo da epiderme, há uma camada de tecido fibroso. Os adultos possuem cor marrom-escura, ao passo que os juvenis são marrons com listras horizontais brancas. As pontas das orelhas são brancas.

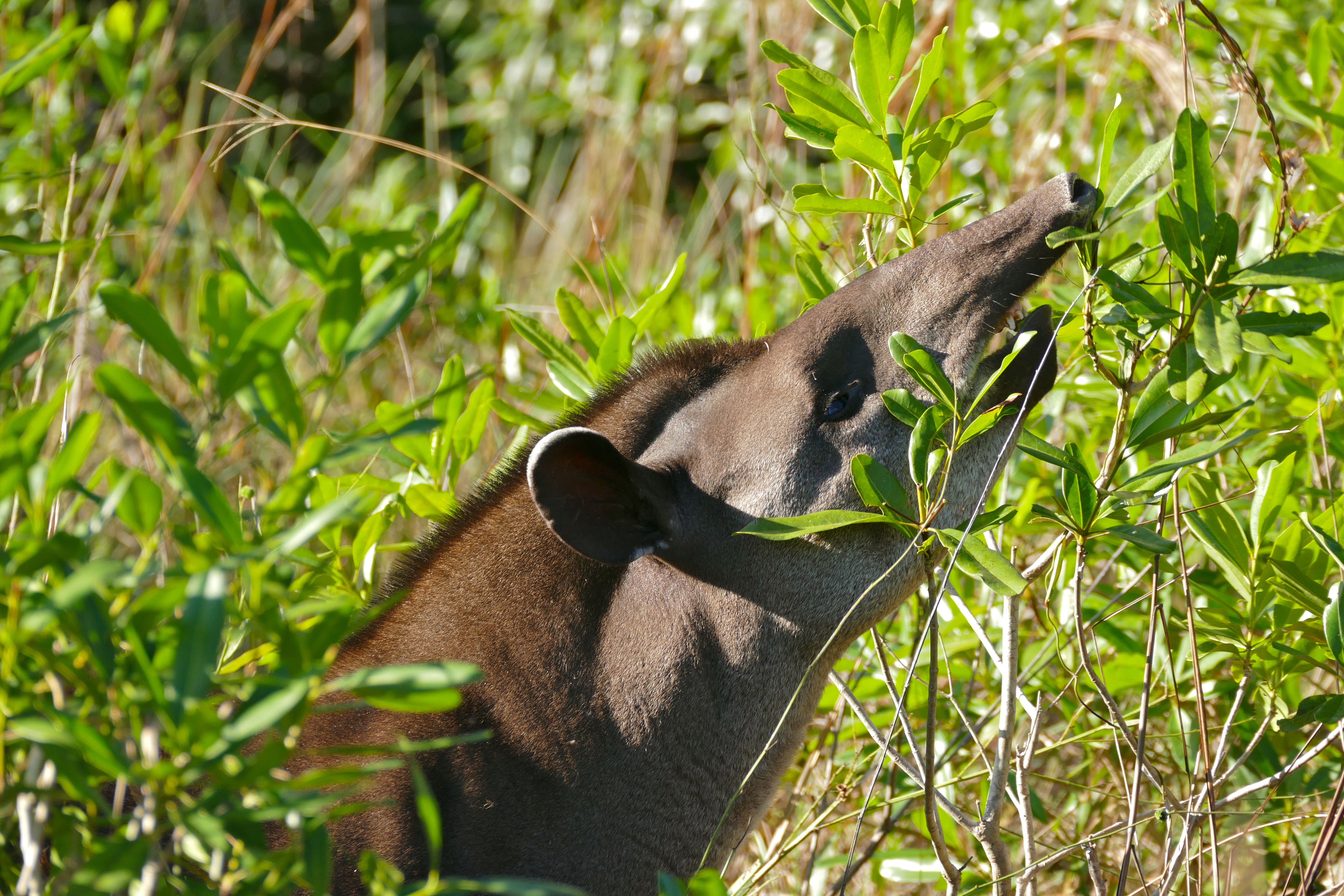
A probóscide da anta é a menor dentre os tapirídeos

A fórmula dentária é {\displaystyle {\tfrac {3.1.4.3}{3.1.3-4.3}}\times 2=42-44}. Os incisivos possuem forma de talhadeira: o terceiro incisivo superior se parece com um canino e o terceiro incisivo inferior é reduzido. Os caninos são cônicos e separados dos pré-molares por um diastema. Os pré-molares são muito semelhantes aos molares. Os molares são lofodontes, visto ter uma dieta frugívora.[carece de fontes?]
Apresenta uma probóscide, usada para pegar frutas e folhas. A probóscide não tem parte óssea, cartilaginosa e nem musculatura intrínseca. Em contrapartida, o tecido do lábio superior é adaptado de tal forma que permite o surgimento de uma estrutura móvel e flexível. Os músculos envolvidos na movimentação da probóscide são os músculos levantador do lábio superior, levantador nasolabial, levantador do ângulo da boca e nasal lateral. A probóscide da anta é a mais curta dentre todos os tapirídeos.
É um ungulado não ruminante, possuindo um intestino típico de animais fermentadores, como o cavalo, com o ceco bastante desenvolvido. Como os outros perissodáctilos, perdeu o primeiro dígito dos membros anteriores, e apoiam o peso do corpo apenas no terceiro dedo. O segundo e terceiro dedos são menores, e o quinto dedo não toca o chão, a menos que caminhe em ambientes arenosos ou demasiadamente lamacentos.

## Comportamento e ecologia

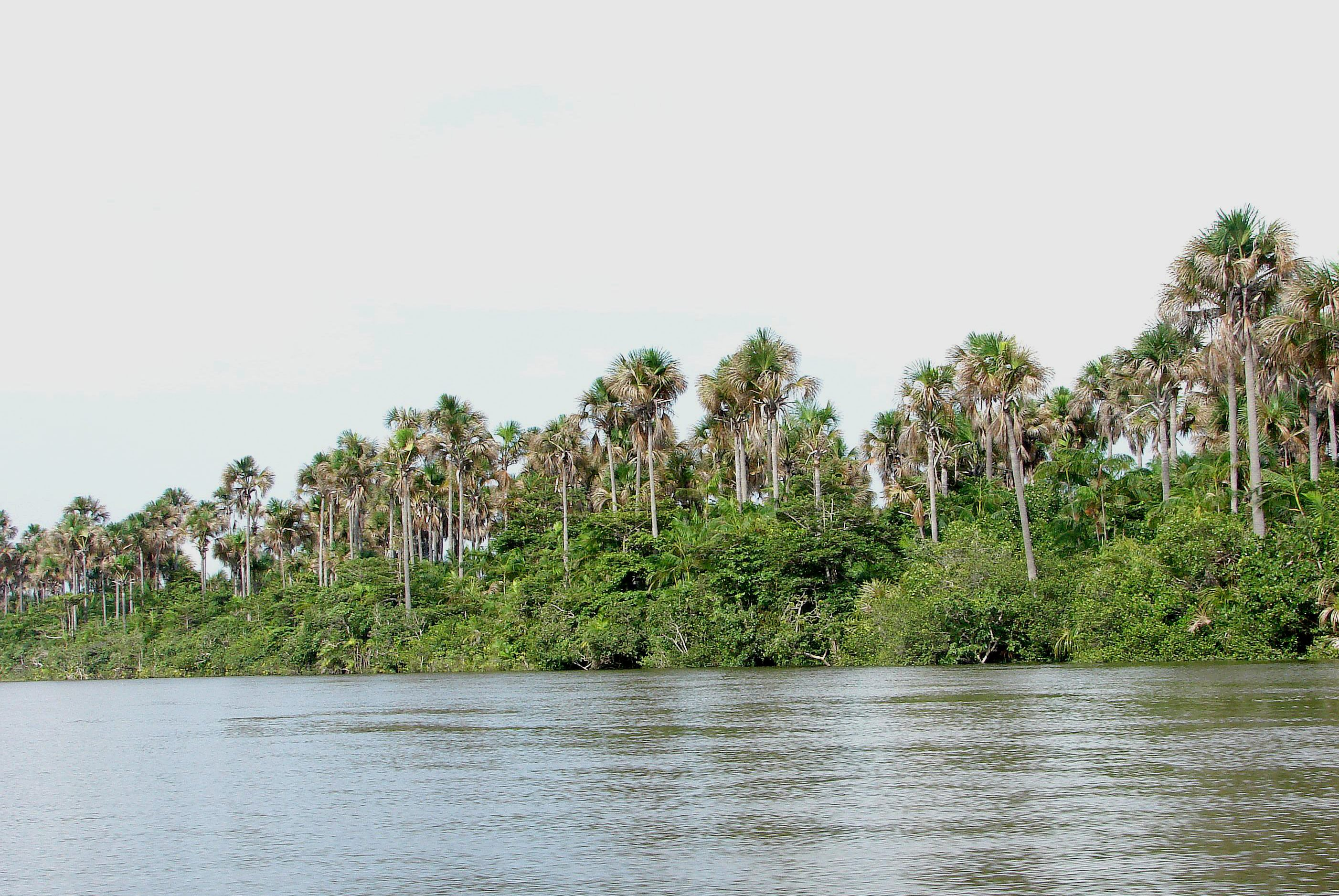
É importante na manutenção das florestas de palmeiras, principalmente dos buritizais na Amazônia

A anta, um grande mamífero não ruminante e frugívoro, é o último elemento da megafauna na Amazônia e constitui-se em um importante dispersor de sementes. Isso se deve principalmente porque a anta defeca na água, o que faz com que o seu padrão de dispersão também seja único. Nesse contexto, ela é um animal especialmente importante na manutenção das florestas de palmeiras na América do Sul, principalmente dos buritizais na Amazônia e Cerrado.
É um animal tipicamente crepuscular e solitário, sendo visto aos pares quando no período de estro das fêmeas e em unidades familiares (sem machos adultos) quando estão com filhotes. Em ambientes perturbados pelo homem, pode se tornar estritamente noturna. É capaz de nadar muito bem, inclusive em rios amplos, como o rio Amazonas. Quando anda de forma lenta, sua postura é característica, com a cabeça abaixada, mas quando corre a mantém levantada. Frequentemente, convive com outros animais frugívoros, como a queixada (Tayassu pecari), o caititu (Pecari tajacu) e o veado-mateiro (Mazama americana), mas não necessariamente se alimentam dos mesmos frutos. Na Colômbia, convive com outra espécie do gênero Tapirus, o tapir-centro-americano (Tapirus bairdii).
Seus predadores são grandes felinos como a onça-pintada (Panthera onca) e a onça-parda (Puma concolor), que predam principalmente os filhotes. Foi constatada a presença de ectoparasitas, como carrapatos do gênero Amblyomma, que são bastante comuns no Neotrópico e inúmeras espécies de nemátodos.

### Forrageamento e dieta

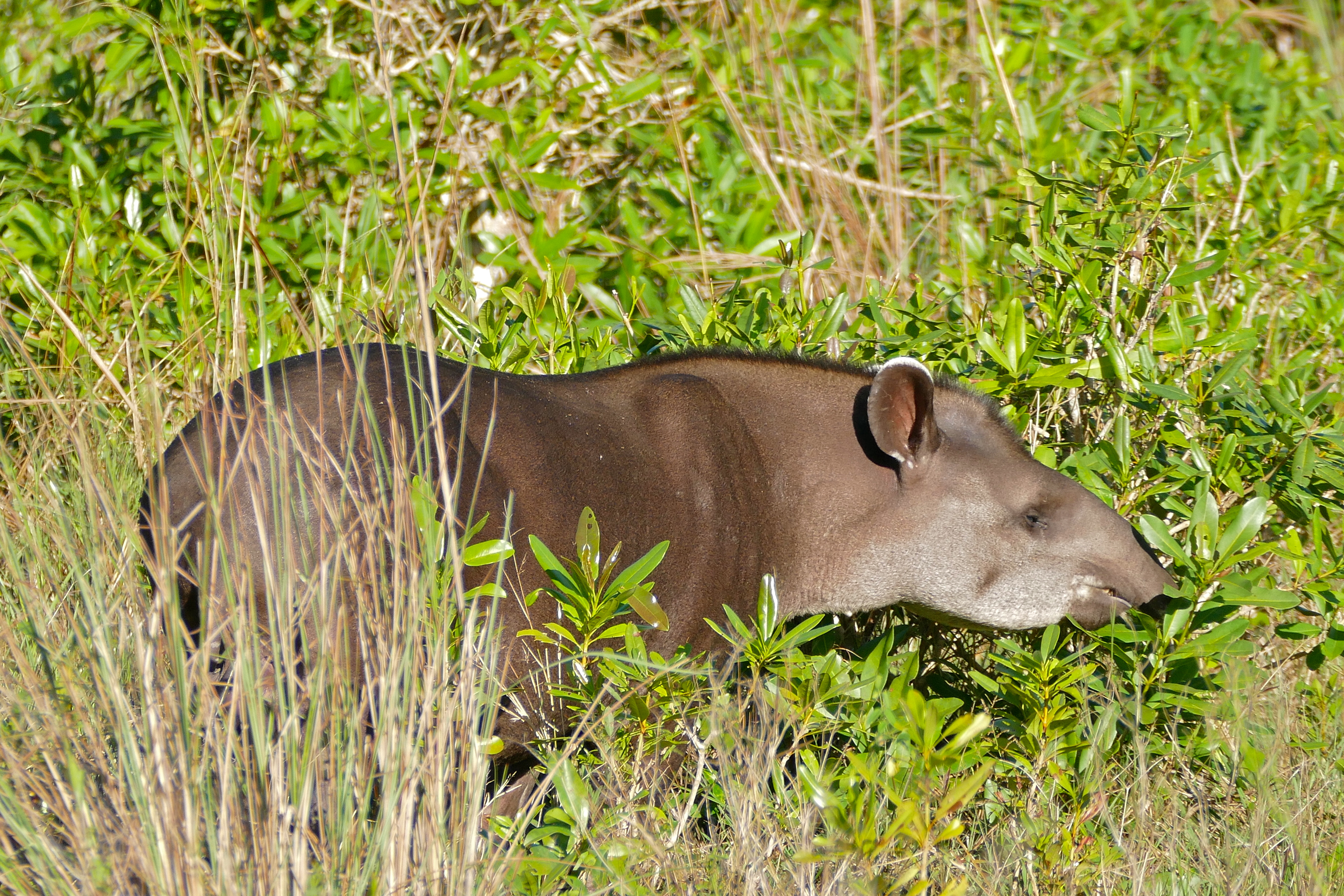
A anta é um ungulado não ruminante que se alimenta principalmente de frutos

São animais frugívoros, muito importantes na dispersão de sementes, engolindo-as e depois as liberando pelas fezes. Forrageiam principalmente em clareiras ou em áreas próximas a cursos d'água. Estudos na Venezuela mostraram que a anta prefere comer plantas em clareiras ou em floresta secundária, como forma de evitar as defesas das plantas (como espinhos) em áreas com vegetação mais densa.
Podem se alimentar de até 42 espécies de vegetais: em fragmentos de Mata Atlântica, as mais frequentes são das famílias Rubiaceae, Melastomataceae e Arecaceae. Na parte brasileira da Amazônia, a alimentação se constitui principalmente de frutos e sementes de plantas da família Fabaceae, Araceae e Anacardiaceae. Mas, de forma geral, a anta possui preferência pelos frutos de palmeiras, como o buriti (Mauritia flexuosa), o palmito-juçara (Euterpe edulis), o jerivá (Syagrus romanzoffiana), o inajá (Attalea maripa) e o patauá (Oenocarpus bataua).
No Cerrado e em zonas de transição dessa vegetação com a Mata Atlântica, a anta se alimenta predominantemente de folhas e brotos. Mesmo nessas regiões, pode se alimentar de pequenos frutos de rubiáceas e melastomatáceas, já que são maioria nos estratos mais baixos da floresta. Em regiões alagadas do Pantanal e da Amazônia, se alimentam de plantas aquáticas. No Peru, confirmou-se a predominante frugivoria da anta, já que até 33% da dieta era composta por frutos: é uma porcentagem alta para um não ruminante. Nesse habitat, a anta costuma forragear em florestas de palmeiras, se alimentando principalmente de frutos de buriti (M. flexuosa). Nesse mesmo estudo, foi mostrado que os frutos ingeridos pela anta têm entre 1 a 3 milímetros de diâmetro, alcançando no máximo 50 milímetros.

### Área de vida e comportamento social
As antas são animais solitários e possuem baixas densidades nos locais em que habitam. Os poucos estudos feitos na natureza mostram que existe variação no território e área de vida desse ungulado. Mas, de forma geral, elas variam entre 1 e 14 quilômetros quadrados, com alguns estudos no Parque Nacional de Brasília mostrando áreas de até 39 quilômetros quadrados. Em média as áreas ocupadas pelas antas têm pouco mais de 4 quilômetros quadrados. As diferentes áreas de vida ocupadas pelos indivíduos podem se sobrepor em até 30%.
Pouco se sabe sobre o comportamento social das antas, principalmente na natureza. Foram reportadas quatro tipos de vocalizações, emitidas em contextos específicos: um guincho estridente e flutuante é emitido durante dor e medo; guinchos de baixa frequência e curta duração são emitidos durante comportamento exploratório; sons parecidos com "cliques" parecem usados em contextos de contato social e bufos violentos são sons de ameaça durante encontros agonísticos. A marcação com cheiro também é uma importante forma de comunicação entre os indivíduos, utilizando tanto a urina, como secreções em duas glândulas localizadas na face para fazer isso.

### Reprodução e ciclo de vida

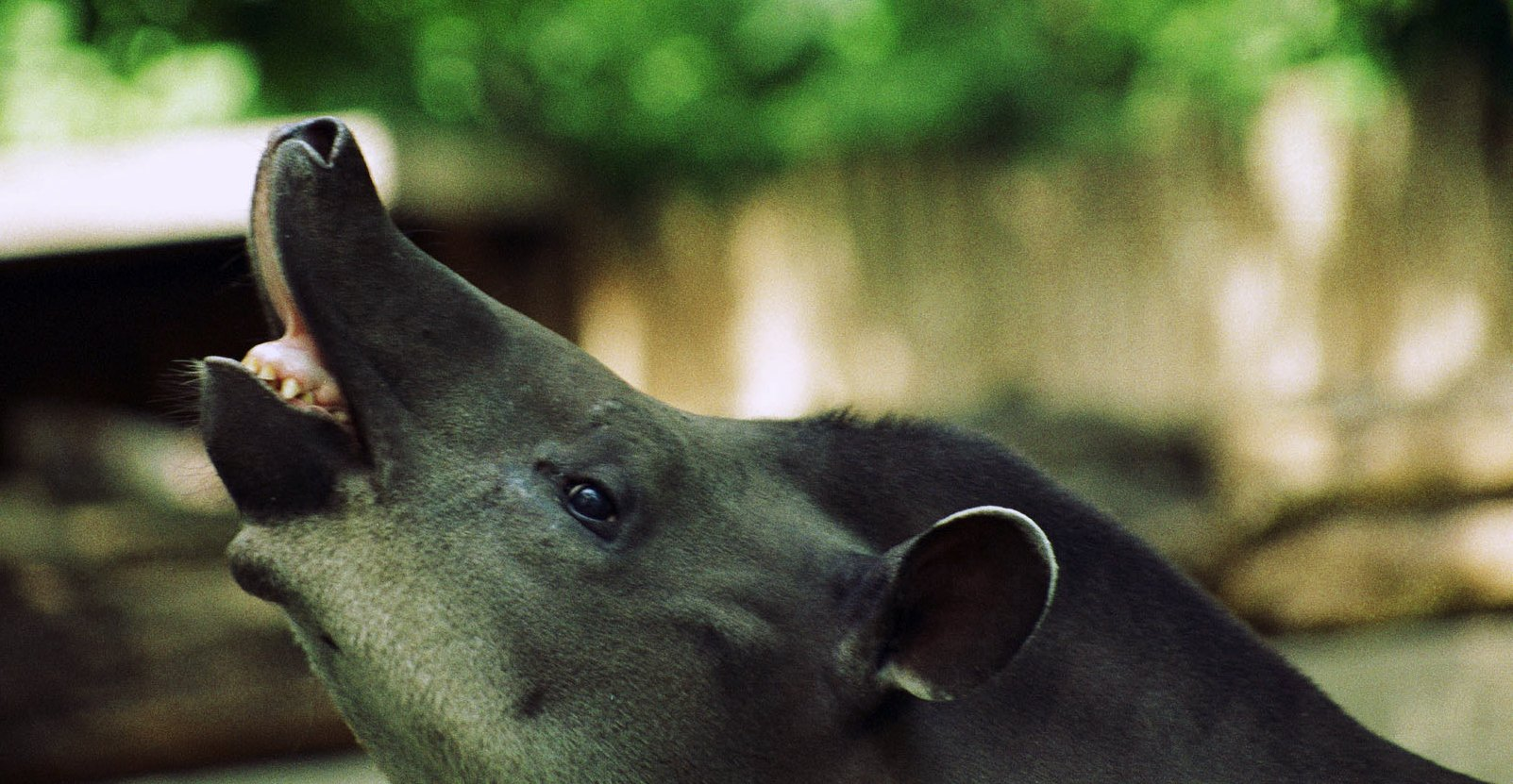
O reflexo flehmen é observado durante a corte no acasalamento

O sistema de acasalamento da anta não foi devidamente definido. É bem provável que exista uma poliginia, pois existe uma tendência de monopólio de territórios de fêmeas por poucos machos. Entretanto, durante o estro, é observada a formação de um par monogâmico. A anta não possui sazonalidade na reprodução e possui vários estros em um ano. A fêmea entre no cio a cada 50 a 80 dias, e ele dura cerca de dois dias. O nascimento de filhotes ocorre a cada 15 meses, em cativeiro.

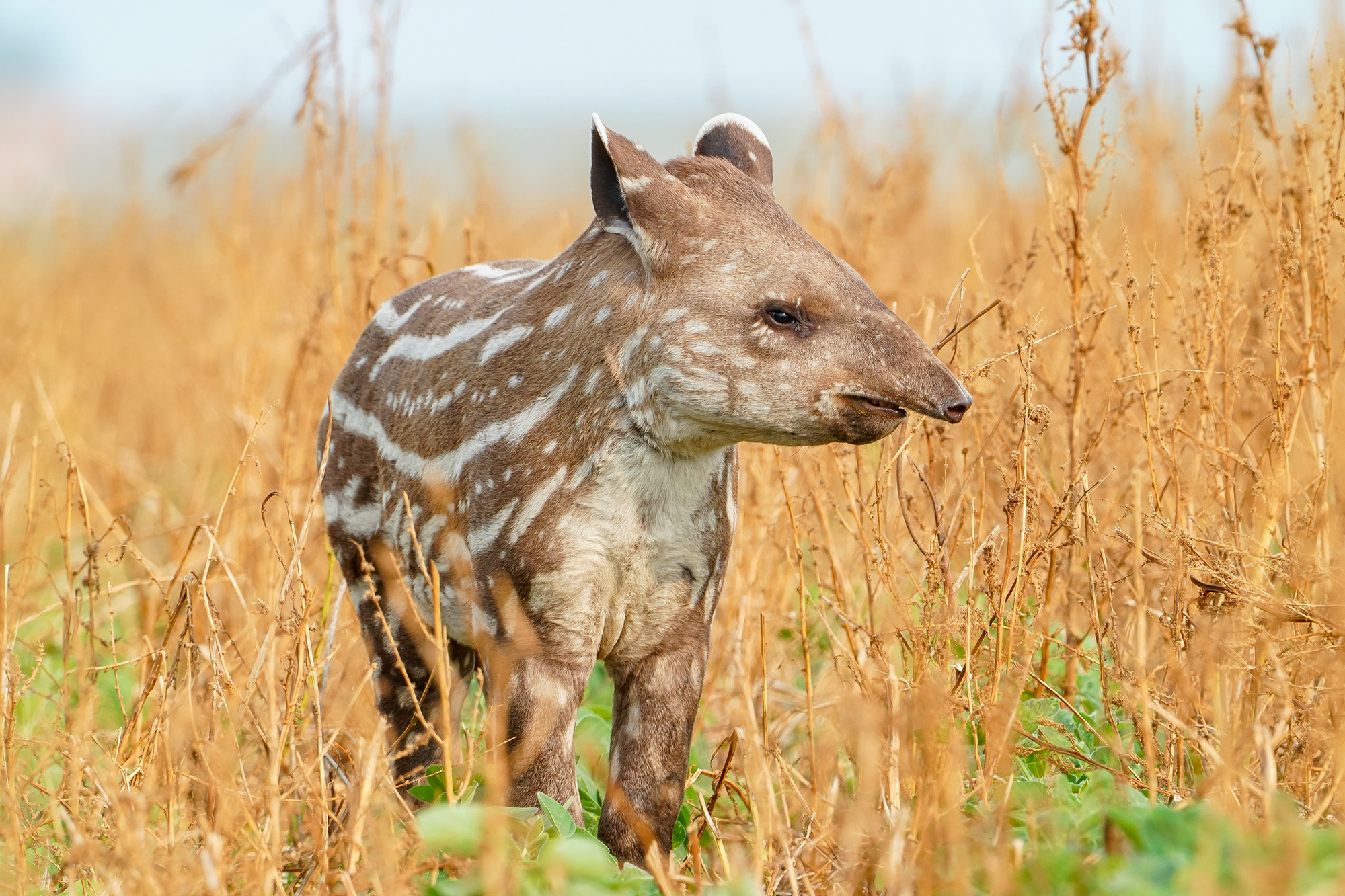
Os filhotes nascem pesando entre 3,2 e 5,8 quilos e possuem listras brancas

A corte se caracteriza por uma aproximação do macho, que cheira e lambe a vulva da fêmea e exibe o reflexo flehmen. O macho tenta se aproximar, mas nas primeiras tentativas a fêmea corre, que é perseguida por ele, que tenta montá-la várias vezes. Isso pode durar por até quatro horas. A partir do momento em que a fêmea se mantém parada enquanto o macho monta em sua anca, a cópula começa. A fêmea abaixa os quadris no momento da cópula, que dura cerca de um minuto. Após o coito, a fêmea pode andar calmamente, seguida de perto pelo macho, que eventualmente a toca e podem descansar juntos, mas a fêmea também pode se comportar de forma agressiva ao macho. A cópula pode ocorrer tanto dentro, quanto fora da água, em animais em liberdade.
A gestação dura entre 335 e 439 dias e pode ser obviamente detectada a partir de 6 ou 7 meses e parem um filhote por gestação. Aparentemente, as fêmeas só passam a ter filhotes a partir dos 23 meses de idade e podem continuar tendo crias até os 28 anos de idade. Mas, a maturidade sexual é atingida completamente com cerca de 3 ou 4 anos de idade. Ter uma gestação longa que resulta em apenas um filhote torna o ciclo reprodutivo da anta extremamente lento. Os filhotes nascem pesando entre 3,2 e 5,8 quilogramas, e apresentam listras horizontais brancas no corpo, que desaparecem na quando completam 5 ou 8 meses de idade. Eles passam a comer alimentos sólidos já nos primeiros dias após o nascimento, mas só são efetivamente desmamados depois de 10 meses de idade. A longevidade em cativeiro é estimada em até 35 anos.

## Conservação
A anta consta como "vulnerável" pela União Internacional para a Conservação da Natureza (UICN). Também consta no apêndice II da Convenção sobre o Comércio Internacional das Espécies da Fauna e da Flora Silvestres Ameaçadas de Extinção (CITES). Apesar desse grau de ameaça considerado pela UICN, a situação é crítica em alguns locais, como na Argentina, nos llanos da Colômbia e da Venezuela. A espécie possui a maior distribuição geográfica entre os tapirídeos, ocorrendo em mais de dez milhões quilômetros quadrados, apesar de que já se extinguiu em 14% de sua ocorrência original. Dados populacionais são insuficientes, mas presume-se que a anta esteja com suas populações declinando em grande parte de sua ocorrência, apesar de ainda ocorrer em grande parte da Amazônia e Pantanal.

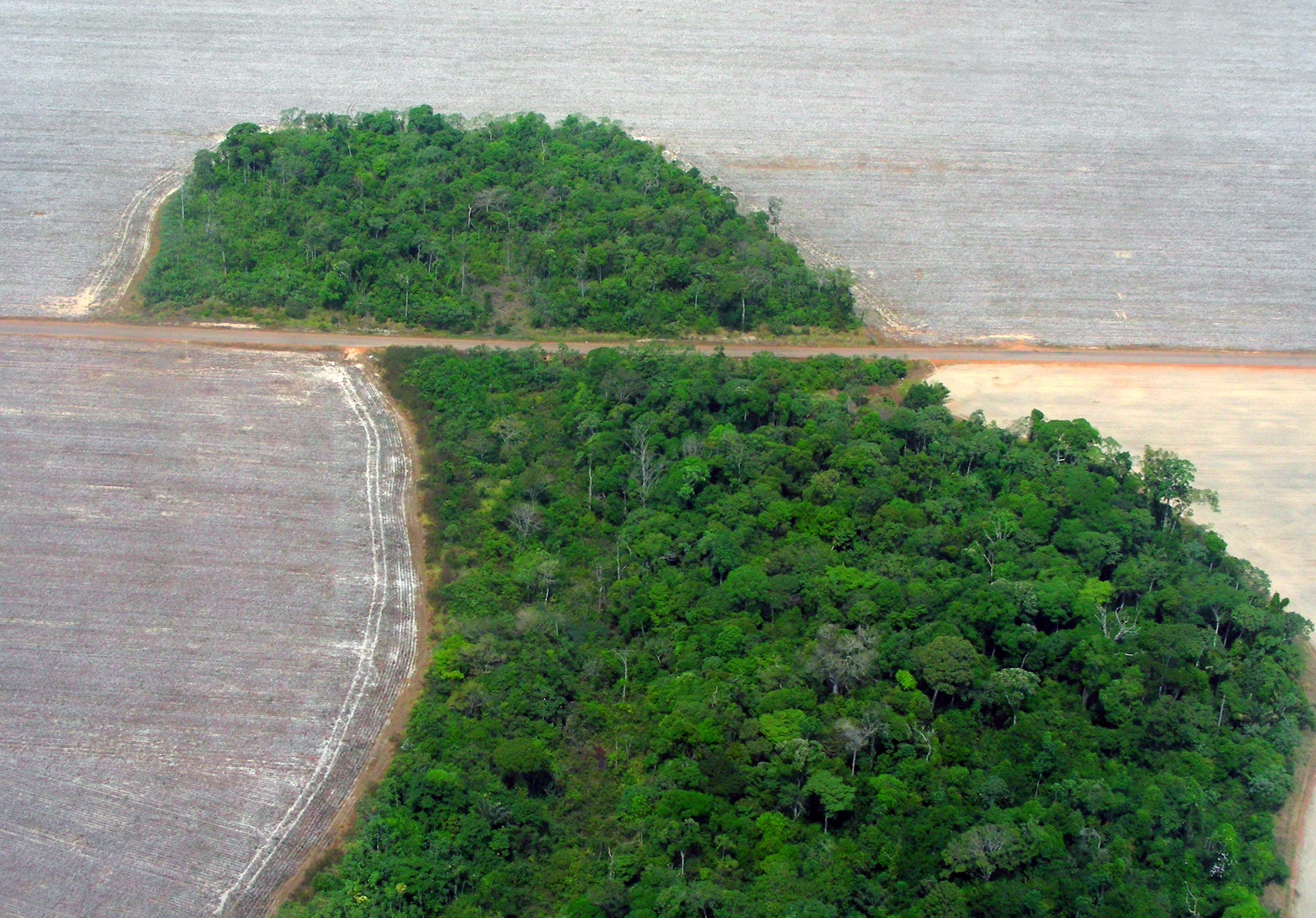
O desmatamento para a agricultura é uma ameaça à espécie

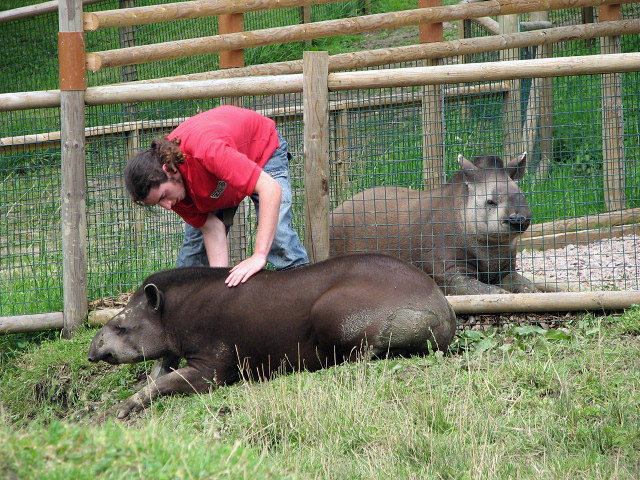
A anta é um animal popular em zoológicos

No Brasil, a espécie não figurava na lista nacional, constando apenas nas listas estaduais de Santa Catarina, Paraná, Espírito Santo e Rio de Janeiro como "em perigo", em Minas Gerais, Bahia e Rio Grande do Sul como "criticamente em perigo", em São Paulo como "vulnerável" e no Ceará como regionalmente extinta. Uma avaliação do estado de conservação da espécie no país mostrou que a anta deve ser classificada como "vulnerável" dado que houve um declínio maior que 30% em sua abundância e em seu habitat, e somente na Amazônia ela pode ser classificada como de "baixo risco". Sendo assim, ela passou a ser incluída na lista nacional a partir de 2014, como "vulnerável". A situação no Pantanal é relativamente melhor do que em outros biomas brasileiros, sendo classificada como "quase ameaçada", dado que em breve, a anta pode estar ameaçada nos ecossistemas pantaneiros, visto o avanço das pastagens exóticas e doenças advindas de animais domésticos.
Na Mata Atlântica, as populações estão divididas em 33 subpopulações, mas somente três contém mais de 200 indivíduos e 40% das populações de anta se concentra na Serra do Mar. Nas próximas três gerações, a abundância de antas pode diminuir em 50% na Mata Atlântica, o que a classifica como "em perigo" neste bioma. Tal grau de ameaça é o mesmo no Cerrado, dado que o avanço agropecuário na região reduziu em 67% a área de ocorrência da espécie no bioma. O desmatamento neste bioma ainda possui elevadas taxas, com estimativas variando entre 22 e 30 mil quilômetros quadrados por ano. Na Caatinga, ela é considerada como regionalmente extinta, e não há registros da espécie no interior do bioma há pelo menos 30 anos.
As ameaças à sobrevivência da anta são a caça, a alteração e degradação do habitat, atropelamentos, doenças advindas de animais domésticos e até envenenamento. A caça é uma das maiores ameaças à espécie, dado sua taxa reprodutiva extremamente lenta. Quando combinada com a fragmentação e destruição do habitat, possui efeitos devastadores sobre as populações: esta atividade, se realizada em pequenos fragmentos de floresta, é capaz de extinguir a espécie localmente em pouco tempo. Esta atividade humana é particularmente maior em regiões da Amazônia e nos Llanos da Venezuela e Colômbia, seja por subsistência, esportiva ou comercial. Entretanto, deve-se salientar que existe pressão de caça em toda a ocorrência da anta, principalmente por ser um animal de grande porte e que a carne é apreciada.
A construção de usinas hidrelétricas é uma das principais causas da perda do habitat e tem um efeito catastrófico sobre a abundância da espécie: no estado de São Paulo,a construção da Usina Hidrelétrica Engenheiro Sérgio Motta praticamente eliminou a população remanescente de antas na região. Além disso, a superexploração e depleção de recursos florestais oriundos de palmeiras é uma ameaça, dado a dependência que a anta possui de tais recursos para a alimentação. O desmatamento total de áreas de vegetação nativa para implementação de campos cultivados e extração de madeira é outra causa na ameaça de extinção da espécie. Junto com a alteração do habitat, a expansão da pecuária em regiões em que a anta ocorre propicia a transmissão de zoonoses, como a febre aftosa. Em áreas em que existe grande densidade humana, além das já citadas ameaças, atropelamentos (principalmente no Sudeste e Sul do Brasil) e envenenamentos por conta da contaminação de mananciais (como aqueles decorrentes do uso de agrotóxicos, mineração e exploração de petróleo) são causas significativas de mortalidade.
Deve-se salientar que, apesar de ainda ocorrer em muitas unidades de conservação, frequentemente estas não possuem área suficiente para viabilizar populações de anta a longo prazo, e muitas sofrem com a invasão de caçadores. A conservação de florestas úmidas, a inibição da caça e ações mitigadoras para diminuir os atropelamentos desse animal em rodovias que passam perto de áreas florestadas são medidas para evitar a extinção dessa espécie. Uma importante estratégia é a formação de reservas particulares, principalmente no que se diz respeito a evitar a caça predatória, já que caçadores tendem a evitar invadir áreas particulares. A anta também é um animal popular em zoológicos, e possui uma população considerável em cativeiro. O Instituto de Pesquisas Ecológicas (IPE) vem realizando, desde 1996, um programa de conservação da anta no Brasil, iniciado no Pontal do Paranapanema e que se estendeu para regiões do Pantanal. Além da realização de estudos da biologia da anta, o IPE realiza programas de educação ambiental que visam a conscientizar a população acerca da preservação da anta, a utilizando também como espécie bandeira.